# Mikroregion Votuporanga

Mikroregion Votuporanga

Mikroregion Votuporanga – mikroregion w brazylijskim stanie São Paulo należący do mezoregionu São José do Rio Preto.

## Gminy
- Álvares Florence
- Américo de Campos
- Cardoso
- Cosmorama
- Parisi
- Pontes Gestal
- Riolândia
- Valentim Gentil
- Votuporanga